# Gaston Floquet
Pour les articles homonymes, voir Floquet.
Gaston Lucien Eugène Floquet, né le 18 mai 1917 à Bar-le-Duc (Meuse) et mort le 16 avril 2001 à Mamers (Sarthe), est un artiste plasticien et un traducteur français.

## Présentation
Les œuvres de Gaston Floquet sont aujourd'hui présentes dans plusieurs musées : le musée d'art moderne Richard Anacréon de Granville, le musée de Tessé du Mans, le musée des Beaux-Arts et de la Dentelle d'Alençon.
Son œuvre est multiforme : dessin, sculpture, peinture, collage, mais aussi textes personnels, traductions... Il paraît en tout cas difficile de le classer dans la catégorie de l'Art brut, même en ne considérant que de l'extérieur cette œuvre, souvent faite de récupération, l'artiste et les manières semblant « trop savants et conscients de ce qu'ils réalisent » pour être ici ainsi classés. 
Plasticien, il a intégré diverses influences artistiques de son époque. Son matériau est parfois fait d'objets divers (des ferrailles de la première guerre mondiale aux publicités des grandes surfaces actuelles). Il a créé des compressions et des assemblages de fer, d'os, de plastique, ou de matériaux mixtes; des peintures : gouache, huile, acrylique ; des encres ; des collages...
Comédien, il a été un Ubu roi remarqué par la presse nationale qui en souligna l'intelligence.
Traducteur, il a rendu accessibles au public francophone des œuvres de Klee, Regler, 
Remarque, Walser, Jaspers, Buber, Schallück, Andresch, Dietrich, Andrae, Michalowsky...
Gaston Floquet a aussi laissé de nombreux textes personnels, poèmes, pièces, récits, non encore édités.
Un film de Céline Migeon Gaston Floquet, l'Art au quotidien illustre le personnage. En témoignent aussi des avis d'amis comme Ambroise Monod, François Mathey, ou Jean Guichard-Meili. Son œuvre fait aujourd'hui encore l'objet d'expositions et d'expériences à suivre, ne serait-ce que celle de la malle pédagogique) .
Une allée de la commune de Belleray (Meuse) porte son nom depuis 2017.

## Théâtre
- 1959 : La Mauvaise Semence de T. Mihalakeas et Paul Vandenberghe, mise en scène Alfred Pasquali, Théâtre des Arts
- 1969 : Le Barbier de Séville de Beaumarchais, mise en scène Pierre Valde, Théâtre de Colombes

## Télévision
- 1970 : Adieu Mauzac, de Jean Kerchbron. Le téléfilm relate l’évasion du camp de Mauzac du 16 juillet 1942 ; Gaston Floquet joue le rôle d’Auguste Chantraine.
- 1972 : Les Enquêtes du commissaire Maigret de Jean-Louis Muller, épisode : Le Port des brumes : Joris